# Fair Oaks (comté de Fairfax, Virginie)
Pour les articles homonymes, voir Fair Oaks.
Fair Oaks est une census-designated place située dans le comté de Fairfax, dans l’État de Virginie, aux États-Unis. Lors du recensement de 2020, elle comptait 34 052 habitants.